# Michael Eberth (Musiker)
Michael Eberth (* 1959 in München) ist ein deutscher Cembalist und Musikpädagoge.

## Biografie
Eberth studierte zunächst bei Karl Maureen und Hedwig Bilgram und dann an der Schola Cantorum Basiliensis Hammerflügel bei Jean Goverts und Orgel und Cembalo bei Jean-Claude Zehnder. Er vervollkommnete seine Ausbildung bei Jos van Immerseel, Kenneth Gilbert, Luigi Ferdinando Tagliavini, John Gibbons, Harald Vogel, Michael Radulescu, Johann Sonnleitner und Gustav Leonhardt.
Seit 1980 unterrichtete er Cembalo, Kammermusik und Generalbass am Münchener Richard-Strauss-Konservatorium, wo er seit 2001 auch den Fachbereich für Alte Musik leitete. Nach Integration dieser Institution in die Hochschule für Musik und Theater München lehrt er dort innerhalb des Studios für Historische Aufführungspraxis Generalbass und Cembalo. Von 2004 bis 2011 unterrichtete er außerdem Cembalo am Mozarteum in Salzburg. 1995 gab er auf Einladung von Joshua Rifkin auch Kurse an der Sommerakademie in Brixen. 2012 wurde er zum Honorarprofessor ernannt. Schüler war bei ihm Markus Märkl.
Eberth gibt als Cembalo- und Orgelsolist Konzerte u. a. in Deutschland, Italien, Österreich, Slowenien, Frankreich, Tschechien, der Schweiz, Südkorea und den USA und tritt auch in Rundfunk- und Fernsehaufzeichnungen auf. Als Continuospieler tritt er mit Musikern und Ensembles wie Dorothee Oberlinger, Michael Schopper, Kobie van Rensburg, Gerhart Darmstadt, Sharon Weller, Robert Crowe, dem Trio Boismortier, L’arpa festante, der Salzburger Hofmusik, der Berliner Lautten Compagney und The Bach Ensemble New York auf. Er ist Leiter des Ensembles Palestra Musica.